# Мильці (Ковельський район)
Мильці́ — село в Україні, у Сереховичівській сільській громаді Ковельського району Волинської області. Населення становить 190 осіб.
Поруч з селом розташований гідрологічний заказник місцевого значення Турський.

## Історія
Колишнє містечко над річкою Турією — притокою Прип'яті. 1542 року дідич містечка з роду князів Сангушків надав фундуш для Милецького монастиря та церкви св. Миколая.
Станом на 1885 рік у колишньому власницькому містечку Ницівської волості Ковельського повіту Волинської губернії мешкало 89 осіб, налічувалось 17 дворових господарств, існували чоловічий православний монастир з 2 православними церквами, будинкова православна церква, каплиця та 3 постоялих будинки, відбувалось 3 ярмарки.
1906 року кількість дворів зросла до 20, а мешканців — до 121.

## Населення
Згідно з переписом УРСР 1989 року чисельність наявного населення села становила 363 особи, з яких 98 чоловіків та 265 жінок.
За переписом населення України 2001 року в селі мешкало 190 осіб.

### Мова
Розподіл населення за рідною мовою за даними перепису 2001 року:
| Мова       | Відсоток |
| ---------- | -------- |
| українська | 96,84 %  |
| російська  | 3,16 %   |

## Визначні місця
- Миколаївський чоловічий монастир